# Svante Lindberg
Svante Vilhelm Lindberg, född 17 augusti 1932 i Stockholm, död 7 december 2008 i Bro, var en svensk balettdansör.

## Filmografi
- 1961 – Karneval
- 1957 – Med glorian på sned
- 1952 – Eldfågeln